# Bossiaea bracteosa
Bossiaea bracteosa är en ärtväxtart som beskrevs av George Bentham. Bossiaea bracteosa ingår i släktet Bossiaea och familjen ärtväxter. Inga underarter finns listade i Catalogue of Life.